# Eopachylopus ripae
Eopachylopus ripae är en skalbaggsart som först beskrevs av Lewis 1885.  Eopachylopus ripae ingår i släktet Eopachylopus och familjen stumpbaggar. Inga underarter finns listade i Catalogue of Life.